# Yorimo
yorimo（ヨリモ）は、読売新聞が提供していた会員制のポータルウェブサイトである。2006年6月1日スタート、2014年3月31日をもってサービス終了。

## 会員制度
- 一般会員、読者会員、長期読者会員の3つに会員が分けられていた。
- 入会金・年会費無料。

## 会員の種別
- 一般会員（読売新聞の定期購読をしていない会員）
- 読者会員（読売新聞の定期購読を始めて2年以内の会員）
- 長期読者会員（読売新聞の定期購読を始めて2年以上の会員）

## 特典
- yorimoだけで読めるオリジナル記事やチケットの斡旋が受けられる。
- 3時間ごとの天気予報を配信している。
- 地域版の紙面記事を閲覧できる。
- なお利用できるサービスは会員の種別により限られるが、長期読者会員は全て受けられる。